# Tesoma
Tesoma est une zone de planification située à 8 km à l'ouest du centre-ville de Tampere en Finlande. 
Tesoma comprend les zones statistiques: Epilänharju, Tohloppi, Haukiluoma, Lamminpää, Myllypuro, Ikuri, Ristimäki et Tesomajärvi.
Les zones statistiques correspondent à peu près aux quartiers.